# Linnaemya assimilis
Linnaemya assimilis är en tvåvingeart som först beskrevs av Macquart 1847.  Linnaemya assimilis ingår i släktet Linnaemya och familjen parasitflugor. Inga underarter finns listade i Catalogue of Life.